# Amt Penzlin

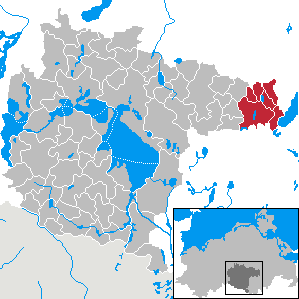
Amt Penzlin im Landkreis Müritz

Im Amt Penzlin (ehemaliger Landkreis Müritz in Mecklenburg-Vorpommern), das seit 1992 existierte, waren die sechs Gemeinden Alt Rehse, Krukow, Lapitz, Mallin, Penzlin (Amtssitz) und Puchow zur Erledigung ihrer Verwaltungsgeschäfte zusammengeschlossen.
Am 1. Januar 2001 wurde das Amt Penzlin aufgelöst und die Gemeinden zusammen mit den Gemeinden des ebenfalls aufgelösten Amtes Möllenhagen in das neue Amt Penzliner Land überführt.